# 汤斌祠
汤斌祠，又名汤斌贤良祠、汤恭人旌烈祠、汤文正公贤良祠，位于中华人民共和国河南省商丘市睢县城关镇解放路西段，是清初名臣汤斌为其母亲修建的祠堂。面积1200平方米，自北向南排列有门楼、二门、卷棚、大殿以及五门照，其中大殿前的汤文正公蛟龙碑、汤恭人节烈碑，连同祠堂前的节烈牌坊于1963年被列为河南省第一批文物保护单位，然而碑刻和牌坊已在文化大革命期间被损毁。